# Абу-Кемаль-Центр
Абу-Кемаль-Центр (араб. ناحية مركز البوكمال) — нохія у Сирії, що входить до складу району Абу-Кемаль провінції Дайр-ез-Заур. Адміністративний центр — м. Абу-Кемаль.
| Сирія | Це незавершена стаття з географії Сирії. Ви можете допомогти проєкту, виправивши або дописавши її. |